# Pimoa anatolica
Espèce
Pimoa anatolica est une espèce d'araignées aranéomorphes de la famille des Pimoidae.

## Distribution
Cette espèce est endémique du Yunnan en Chine,.

## Description
La femelle holotype mesure 7,5 mm et le mâle décrit par Xu et Li en 2007 7,83 mm.

## Publication originale
- Hormiga, 1994 : A revision and cladistic analysis of the spider family Pimoidae (Araneoidea: Araneae). Smithsonian Contributions to Zoology, no 549, p. 1-104 (texte intégral).